# Roa Island
Roa Island liegt etwa 1 km südlich des Dorfes Rampside am südlichsten Punkt der Halbinsel Furness in Westmorland and Furness in der Grafschaft Cumbria im Nordwesten Englands. Die Insel hat eine Größe von etwa drei Hektar und wird von etwa 100 Menschen bewohnt.
Die Insel ist zusammen mit dem südlichen Teil von Walney Island, Foulney Island und Piel Island Teil des South Walney and Piel Channel Flats Site of Special Scientific Interest.

## Geschichte
Roa Island war bis 1847 eine wirkliche Insel, die nur mit Boot oder bei Ebbe zu Fuß erreicht werden konnte. John Abel Smith ein Bankier aus London kaufte die Insel 1840.  Er ließ einen Damm bauen, der nach seiner Vollendung 1846 die Insel mit dem Festland verband. Gleichzeitig ließ er auch einen Pier bauen, der den Namen Piel Pier bekam und mit seinen 247 m Länge die Möglichkeit bot als Anlegestelle im Tiefwasser Dampfschiffe, die eine Verbindung nach Fleetwood herstellten, anlegen zu lassen. Der Schiffsanleger wurde an die Furness Railway angeschlossen. Die Bahnverbindung war ursprünglich nur als Güterstrecke geplant, am 24. August 1846 wurde aber auch eine Passagierverbindung aufgenommen. In den folgenden Jahren kam es zu Streitigkeiten zwischen der Eisenbahngesellschaft und Smith. Die Schiffsverbindung wurde zeitweise durch die Eisenbahngesellschaft nach Barrow-in-Furness verlegt, doch Smith erzwang durch einen Gerichtsbeschluss die Rückverlegung. Schließlich einigten sich die Eisenbahn und Smith über einen Verkauf der gesamten Insel. Bevor der Verkauf abgeschlossen werden konnte, wurde der Anleger durch einen Sturm schwer beschädigt und drückte den Kaufpreis zu Gunsten der Eisenbahngesellschaft. Der Anleger wurde 1891 abgerissen, weil die Fahrrinne versandete. Die Eisenbahn wurde noch bis 1936 betrieben. Heute ist die Strecke der Eisenbahn unter der Straßenverbindung von Rampside über den Damm auf die Insel verschwunden.
Seit 1864 gibt es eine Seenotrettungsbootstation der Royal National Lifeboat Institution mit Zuständigkeit für die Morecambe Bay und die Irische See auf der Insel. 